# Poslední kapka (film)
Poslední kapka (v anglickém originále Straw) je americké psychologické kriminální drama z roku 2025, které napsal, produkoval a režíroval Tyler Perry. Ve filmu hrají Taraji P. Henson, Sherri Shepherd, Teyana Taylor, Sinbad, Rockmond Dunbar, Ashley Versher, Mike Merrill a Glynn Turman.
Premiéra filmu se uskutečnila 6. června 2025 na streamovací platformě Netflix.

## Děj
Janiyah Wiltkins je svobodná matka, která žije ve zchátralém bytě se svou často nemocnou dcerou Ariou. Jednoho rána Aria vyjádří frustraci z toho, že se nemůže vykoupat, a řekne Janiyah, že jejich učitelka řekla třídě, že její matka nemá na obědy. Janiyah je rozrušená, ale snaží se soustředit na to, aby se dostala do práce.
Cestou ven dá drobné sousedovi na vozíku, čímž rozzlobí svou nájemnici, která jí vyhrožuje vystěhováním, pokud nezaplatí nájem do 10:00. Poté, co odveze Ariu do školy, zamíří Janiyah do své práce v obchodě s potravinami. Tam po ní zákazník hodí láhev, když odmítne přijmout kartu WIC na zboží, na které nemá nárok.
Její nesympatický šéf jí nařídí, aby nepořádek uklidila. Zatímco je v zázemí, Janiyah obdrží telefonát, který ji informuje, že Aria byla zraněna při záchvatu ve vaně.
Její šéf požaduje, aby se vrátila do 30 minut, a odmítá jí vydat výplatu. Janiyah spěchá do banky, aby vybrala peníze na Ariin oběd, ale fronta je příliš dlouhá. Ve škole ji konfrontuje ředitelka a sociálka, kteří Ariu i přes Janiyahiny prosby vezmou do vazby.
Když se Janiyah vrací v dešti do práce, omylem srazí muže, jenž je policistou mimo službu. Ten po ní hodí pití a vytlačí ji ze silnice. Když přijede policie, zabaví jí auto kvůli neplatným dokladům. Nakonec se vrátí do práce, ale je propuštěna. Její šéf jí opět odmítá dát výplatu. Když se Janiyah vrátí domů, zjistí, že byla vystěhována a její věci byly vyhozeny z bytu.
Vrátí se do obchodu, aby konfrontovala svého šéfa, ale během jejich rozhovoru vniknou do kanceláře dva ozbrojení lupiči. Jeden z nich požaduje Ariin batoh, a když Janiyah odmítne, lupič ji napadne. Během zápasu popadne zbraň a lupiče zastřelí. Její bývalý šéf ji obviní z plánování loupeže, ale ona mu řekne, že lupič znal její jméno podle jmenovky. V panice ho Janiyah smrtelně postřelí a uteče, přičemž si odnese pouze výplatu.
V bance jí pokladní odmítne proplatit šek bez dokladu totožnosti. Zoufalá Janiyah vytáhne zbraň a přiměje pokladní, aby šek proplatila. Spustí se tichý alarm. Vedoucí banky Nicole pozná Janiyah a snaží se ji uklidnit. Detektivové Raymond a Grimes, kteří již vyšetřují incident v obchodě s potravinami, jsou informováni o přepadení banky.
Raymond, bývalá armádní vyjednavačka, se nabídne, že si s Janiyah promluví. Začnou si po telefonu rozumět. Mezitím bankovní úřednice tajně natáčí situaci na video, čímž vzbuzuje sympatie veřejnosti. Venku se shromáždí příznivci. Když Janiyah zavěsí, je přenos přerušen policií. Raymond, která s Janiyah soucítí, zjistí totožnost vyhrožujícího policisty a nechá ho zadržet.
Nicole a Janiyah vypnou kamery v bance, ale pokladní Tessa tajně napíše na okno koupelny vzkaz, který odhalí, že údajná bomba je jen Ariin vědecký projekt. Raymond udeří policistu, který Janiyah obtěžoval, a požaduje, aby jí FBI umožnila s Janiyah promluvit. FBI odmítá, a tak Raymond osobně doručí prostřednictvím Nicole fotografii policisty. Janiyah potvrdí jeho totožnost a propustí rukojmí, ale Nicole zůstane.
Janiyah zavolá její matka a oznámí jí, že Aria minulou noc zemřela při záchvatu. Vzpomínka odhalí, že Ariina přítomnost během dne byla halucinací. Škola se neozvala a sociálka se do případu nikdy nezapojila. Nicole, vědoma si Ariiny smrti, zůstala, aby ochránila Janiyah před sebou samou a celou situací.
Když se FBI chystá vtrhnout do banky, dojde k explozi granátu se slzným plynem a Janiyah je zřejmě postřelena. I to je však halucinace. Ve skutečnosti se Janiyah v klidu vzdá detektivu Raymondovi a Nicole je po jejím boku.

## Obsazení
| Taraji P. Henson    | Janiyah Wiltkinson   |
| Sherri Shepherd     | Nicole               |
| Teyana Taylor       | Det. Kay Raymond     |
| Sinbad              | Benny                |
| Rockmond Dunbar     | policejní šéf Wilson |
| Ashley Versher      | Tessa George         |
| Mike Merrill        | Det. Grimes          |
| Glynn Turman        | Richard              |
| Anthony E. Williams | policista Dickson    |
| Tilky Jones         | Det. Oliver          |

## Produkce
Film napsal, režíroval a produkoval Tyler Perry. Na produkci se podíleli také Angi Bones a Tony Strickland pro Netflix.
V hlavních rolích se představili Taraji P. Henson, Sherri Shepherd, Teyana Taylor, Glynn Turman, Sinbad, Rockmond Dunbar, dále hrají Mike Merrill a Ashley Versher.

## Vydání
Premiéra filmu se uskutečnila 6. června 2025.

## Přijetí
Na stránkách agregátoru recenzí Rotten Tomatoes se 47 % ze 17 kritiků vyjádřilo pozitivně. Metacritic, který používá vážený průměr, přidělil filmu na základě 7 kritiků skóre 56 bodů ze 100, což znamená „smíšené nebo průměrné“ hodnocení.